# Бридж, Сиприан
Сэр Артур Джорж Сиприан Бридж (англ. Cyprian Arthur George Bridge; 1839—1924) — адмирал Королевского военно-морского флота Великобритании; автор ряда трудов по морской тактике и стратегии.

## Биография
Артур Джорж Сиприан Бридж родился 13 марта 1839 года в североамериканском городке Сент-Джонсе.

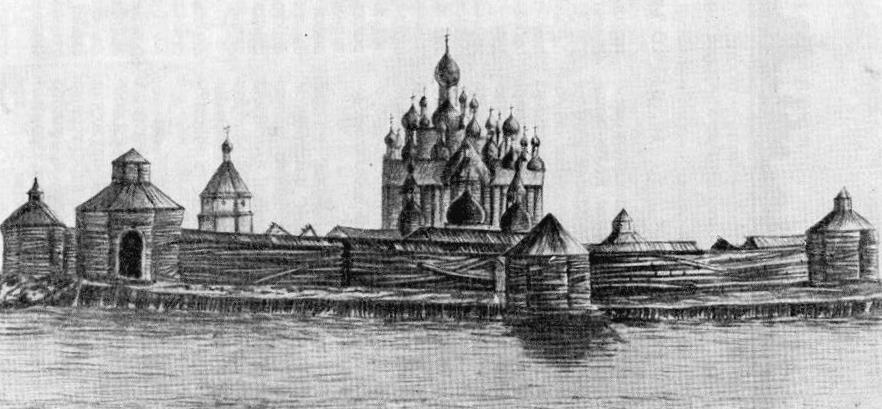
Кольский острог в конце XVIII века
(полностью уничтожен англичанами)

Службу на Королевском флоте начал под началом Томаса Кокрейна.
Во время Крымской войны, служил на Белом море. Осенью 1854 года эскадра из трех судов во главе с кораблём HMS «Миранда» (англ. HMS Miranda), под командованием капитана Эдмунда Лайонса, обстреляли и практически уничтожили город Колу; был полностью разрушен Кольский острог с Воскресенским собором, выдающимся памятником деревянного зодчества, город надолго пришёл в упадок. Эскадра двинулась дальше, однако, попытка штурма Архангельска оказалось неудачной. Несмотря на то, что корабли англо-французский военно-морской эскадры долго обстреливали город, десант из восьмисот моряков и морских пехотинцев был отражён защитниками города.
Командовал Австралийской и Китайской станциями.
С 1889 по 1894 год был директором Управления военно-морской разведки Великобритании.
В ноябре 1894 года произведён в контр-адмиралы, в 1898 году в вице-адмиралы, а в 1903 году стал адмиралом, но уже в марте 1904 года оставил службу на флоте.
Адмирал Сэр Артур Джорж Сиприан Бридж умер 16 августа 1924 года в Лондоне (Kingston Vale).

### Вклад в военную науку
Кроме ряда статей по вопросам морской стратегии в периодических печатных изданиях, Сиприан Бридж выступал с серьезными докладами в институте морских инженеров и других обществах.
В 1907 году им выпущена книга «Военно-морское искусство» (англ. The Art of Naval Warfare), главной целью которой было показать важность осмысленного изучения морской истории для извлечения неизменных принципов искусства и указать путь, которым должно следовать. Как англичанин, Сиприан Бридж больше занимается стратегией, чем тактикой. Но вышеназванный труд нельзя назвать трактатом по стратегии, или, тем более, курсом этой науки. Теоретическая часть неполна, и истинные принципы науки скорее чувствуются, чем обнажаются. Тем не менее, проникнутая свободным здравым смыслом, почерпнутым не только из личных дарований, но и из опыта истории, книга эта признавалась современниками ценым вкладом в военно-морскую науку, как первая попытка наметить правильные пути к развитию военно-морских наук в целом. Сиприан Бридж в своём труде предостерегает против увлечения одной материальной частью флота в ущерб главному элементу — человеку, подготовка которого выдвигается на первый план. Сторонник практических методов обучения, Сиприан Бридж в то же время подчеркивает значение теоретической подготовки и не только технической, но, главным образом военно-морской, жестоко критикуя тенденцию к узкой специализации: «Мы должны оставаться хозяевами материального элемента, а не делаться его рабами». Судя по отзывам английской печати, Бридж снискал немало сторонников своим воззрениям.

В 1910 году вышли отдельными изданиями другие труды адмирала, напечатанные ранее в разных журналах, под названием «Sea Power and other studies». Большая часть их критико-исторического характера, и все они проникнуты той же мыслью — показать важность разумного изучения морской и военной истории.